# Antoetra
Antoetra is een dorp en gemeente in de Malagassische regio Amoron'i Mania in de voormalige provincie Fianarantsoa. De gemeente valt onder het district Ambositra en telde bij de census van 2001 ruim 14.000 inwoners. Het dorp en de regio worden bewoond door de Zafimaniry, een subgroep van de Betsileo. Zij staan bekend om hun houtsnijwerk, dat opgenomen is in het immateriële werelderfgoed van UNESCO. De typische houten huizen zijn in Antoetra niet meer te vinden, maar het houtbewerken is er wel te zien.

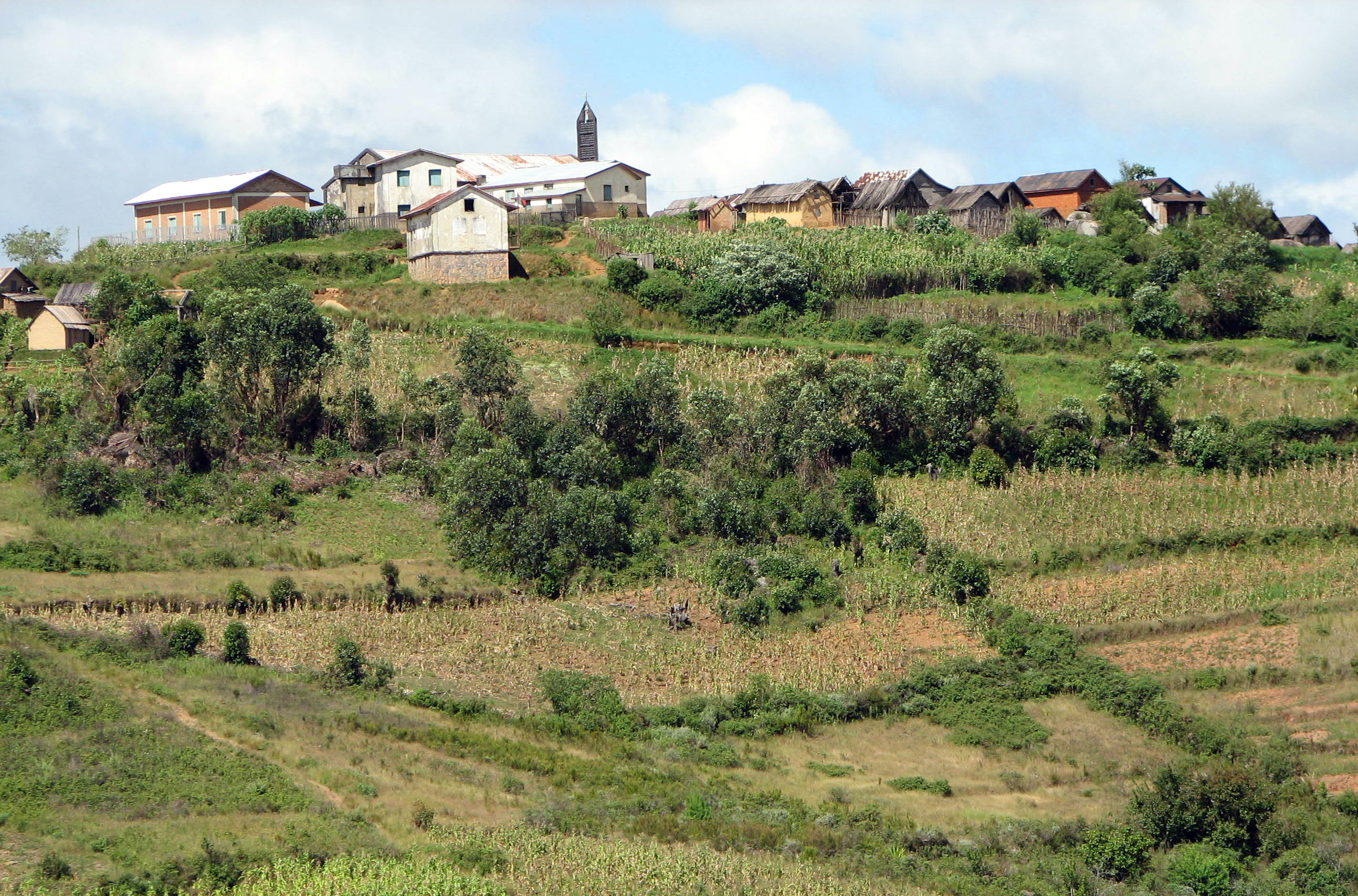
Uitzicht op Antoetra
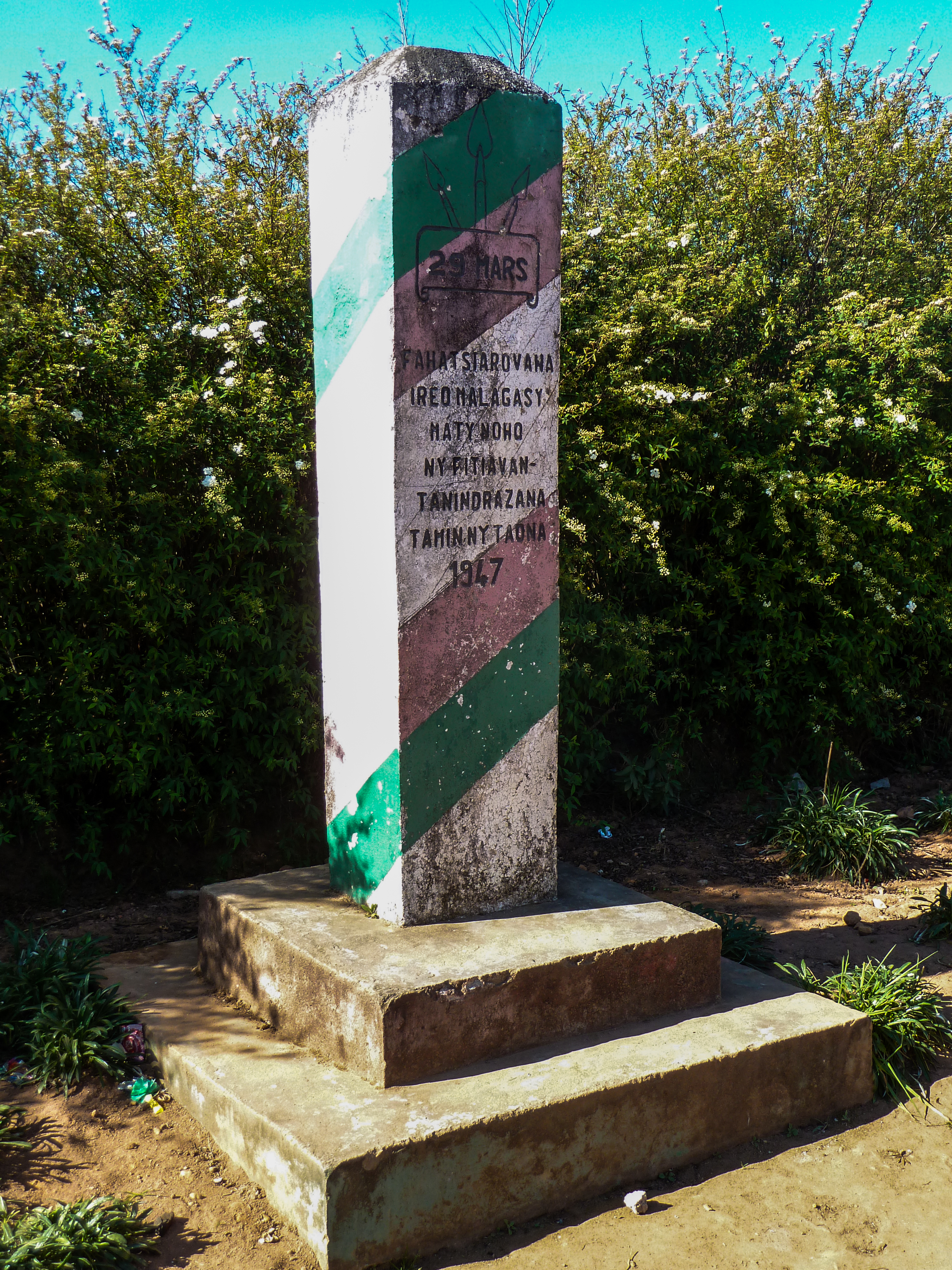
Monument in Antoetra voor de Malagassische Opstand

## Ligging
Antoetra ligt in het zuidoosten van de regio in het Centrale Hoogland van Madagaskar zo'n 40 km ten zuidoosten van Ambositra. De plaats is door wandelpaden verbonden met andere, hogergelegen dorpen in de omgeving en is het vertrekpunt voor toeristen die daar trektochten maken.